# Egbert von Frankenberg und Proschlitz (Politiker)

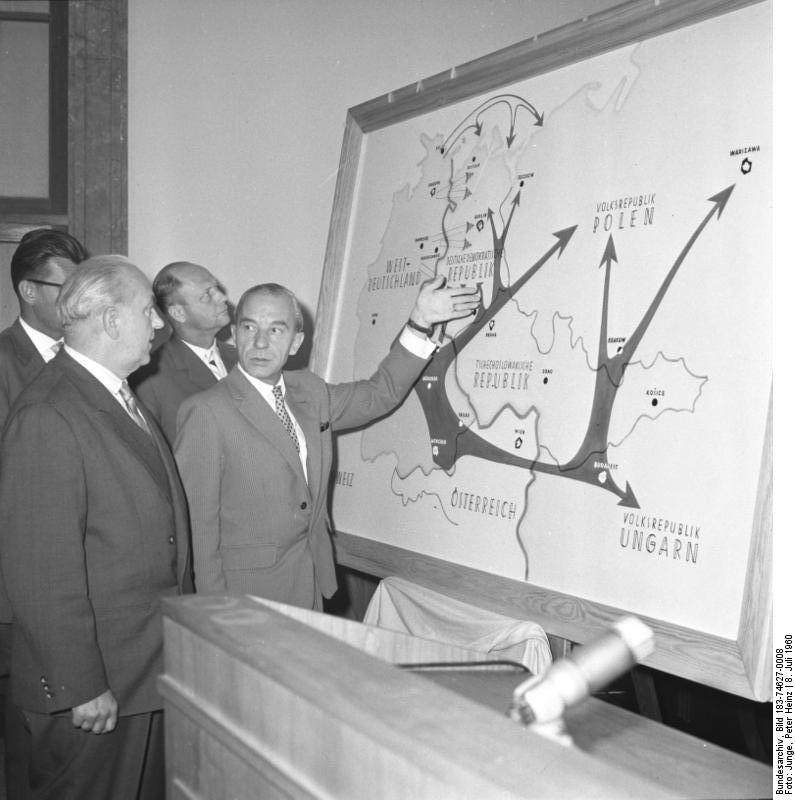
Egbert von Frankenberg (2. v. r.) zwischen dem angeblichen Bundeswehrdeserteur Bruno Winzer (r.) und Adolf Deter (l.) am 8. Juli 1960 auf einer Pressekonferenz in Ost-Berlin. Die vom Ministerium für Staatssicherheit gesteuerte und von Frankenberg moderierte Veranstaltung sollte die Weltöffentlichkeit auf die „Aggressionspläne des Bonner Generalstabs“ aufmerksam machen

Egbert Wilhelm Erwin von Frankenberg und Proschlitz (* 20. März 1909 in Straßburg; † 15. März 2000 in Berlin) war ein Major der Wehrmacht, später Politiker der DDR-Blockpartei NDPD, Funktionär dieser Partei und erster Präsident des ADMV.

## Leben
Egbert von Frankenberg stammte aus einer uradligen schlesischen Offiziersfamilie und war der zweitälteste Sohn des späteren Generalmajors Werner von Frankenberg und Proschlitz. Nach Abitur und Meteorologie-Studium schloss er 1935 eine Piloten-Ausbildung ab. Anschließend wurde er von der Luftwaffe übernommen. Bereits zum 1. April 1931 trat er der NSDAP (Mitgliedsnummer 516.855) und 1932 der SS bei.
Als Angehöriger der Legion Condor kämpfte er im Spanischen Bürgerkrieg auf Seiten der Putschisten gegen die republikanischen Truppen. Im Jahre 1941 war er Gruppenkommandeur der III. Gruppe des Kampfgeschwaders 77. Im Krieg gegen die Sowjetunion geriet er als Major und Kommodore des Kampfgeschwaders 51 1943 in sowjetische Kriegsgefangenschaft. Er gehörte zum Nationalkomitee Freies Deutschland und war Gründungsmitglied des Bundes Deutscher Offiziere. Er war Mitunterzeichner der Gründungsdokumente und des „Aufrufes an die deutschen Generale und Offiziere! An Volk und Wehrmacht!“ vom 12. September 1943. 1948 wurde er in die Sowjetische Besatzungszone entlassen.
1949 wurde Frankenberg Mitglied der NDPD, 1951 bis 1990 gehörte er dem Hauptausschuss der Partei an. Er übte verschiedene hauptamtliche Parteifunktionen aus, war von 1949 bis 1951 politischer Geschäftsführer (2. Vorsitzender) der NDPD in Thüringen und 1951/52 Landesvorsitzender in Berlin. Nach Bildung der Bezirke in der DDR war er 1952/53 Vorsitzender des NDPD-Bezirksverbandes Berlin. Seit 1951 war er auch stellvertretender Vorsitzender des Ausschusses der Nationalen Front von Ost-Berlin, ab 1954 war er Dozent der NDPD-Hochschule in Waldsieversdorf.
Bei den Landtagswahlen 1950 wurde er zum Mitglied des Thüringer Landtags bestimmt und war dort seit 3. November 1950 Vizepräsident. Am 31. Oktober 1951 rückte er für Heinz Neukirchen als Mitglied der NDPD-Fraktion und Berliner Vertreter in der Volkskammer nach, legte jedoch am 21. April 1954 sein Mandat nieder. Er war Abgeordneter der Berliner Stadtverordnetenversammlung (SVV) und seit Februar 1953 Vorsitzender der Ständigen Kommission für Gesundheitswesen der SVV.
1957 wurde er zum Thema Die Massenvernichtungswaffen: Einige militärpolitische und völkerrechtliche Überlegungen promoviert, 1989 habilitierte er sich mit der Arbeit Im Interesse des Weltfriedens und der internationalen Sicherheit über die Streitkräfte unter UNO-Flagge. Seit 1957 war er auch der militärpolitische Kommentator des Rundfunks der DDR.
Frankenberg war seit Dezember 1952 Präsident der Sektion Motorrennsport der DDR, von 1957 bis 1978 erster Präsident des ADMV der DDR. Er wurde 1979 mit dem Vaterländischen Verdienstorden (VVO) in Gold und 1984 mit der Ehrenspange zum VVO in Gold ausgezeichnet.

## Schriften
- Zu Befehl. Verlag der Nation, Berlin 1951.
- Die Massenvernichtungswaffen. Einige militärpolitische und völkerrechtliche Überlegungen. Verlag des Ministeriums für Nationale Verteidigung, Berlin 1958.
- Meine Entscheidung. Deutscher Militärverlag, Berlin 1963.
- Tradition im Kreuzverhör. Meine Familie in der Geschichte. Verlag der Nation, Berlin 1980.